# Средносевернско пясъчниково плато
Средносевернското пясъчниково плато (на английски: Mid Severn Sandstone Plateau) е плато в западна Англия, на границата между графствата Шропшър и Стафордшър. Площта му е около 888 квадратни километра, а населението – 527 000 души (2001).
Изградено от червени пясъчници, то е разположено непосредствено на запад от агломерацията на Бирмингам и е пресечено от север на юг от врязаната в него река Северн. На изток граничи с Шропшърските хълмове, а на север преминава в Шропшърско-Чешърско-Стафордшърската равнина. Средната надморска височина е около 100 метра, а най-високата точка е на 233 метра. Най-големият град в областта е Улвърхамптън.